# 阿特爾斯坦山
70°10′S 69°16′W / 70.167°S 69.267°W
阿特爾斯坦山（英語：Mount Athelstan）是南極洲的山峰，位於亞歷山大一世島東岸，屬於道格拉斯嶺的一部分，海拔高度1,615米，現時受南極條約體系管理。